# 印红
印红（1956年10月—），女，汉族，江苏泰兴人，中华人民共和国政治人物，曾任九三学社中央委员会副主席，国家林业局副局长。

## 生平
2008年，当选第十一届全国政协委员，代表农业界，分入第三十八组。并担任人口资源环境委员会专委。2018年1月，当选第十三届全国政协委员。